# Cerkiew św. Jozafata w Kamieńcu Podolskim
Cerkiew św. Jozafata w Kamieńcu Podolskim (dawniej kościół Trynitarzy pw. Świętej Trójcy) – zabytkowa cerkiew greckokatolicka z 1750 w stylu barokowym, znajdująca się przy ul. Zamkowej 1.
Ołtarz główny w kościele o iluzjonistycznej kolumnowej strukturze zawierającej figurę Chrystusa Miłosiernego, otoczonej przedstawieniami imitującymi rzeźby w charakterze prefiguracji Chrystusa, dziś zniszczony, był dziełem pochodzącego z Wiednia malarza trynitarskiego Johanna Prechtla.
Teren dawnego kościoła otacza mur z bramą, na której umieszczono figury św. Bazylego i św. Jana z Mathy.